# SAO 158687
SAO 158687 è una stella di magnitudine 8,8 della costellazione della Bilancia. La stella è nota per aver permesso la scoperta degli anelli di Urano nel 1977.
La scoperta è avvenuta per caso: quando un gruppo di scienziati il 10 marzo 1977 si misero ad analizzare Urano per studiare la sua atmosfera, notarono una variazione di luminosità della stella. Questo dato insieme ad altri dati ricavati da prescoperte, permisero di individuare 9 anelli di Urano.
Secondo osservazioni compiute dal satellite Gaia la stella sarebbe accompagnata da un oggetto substellare, probabilmente una nana bruna, avente una massa 96 volte quella di Giove e che orbita a circa 2,96 UA dalla principale, una gigante arancione con un raggio circa 80 volte quello del Sole.